# Riffian
Riffian ([ˈrɪfɪan]; italienisch: Rifiano) ist eine italienische Gemeinde mit 1364 Einwohnern (Stand 31. Dezember 2023) in Südtirol. Sie befindet sich in Passeier nördlich von Meran.

## Geographie

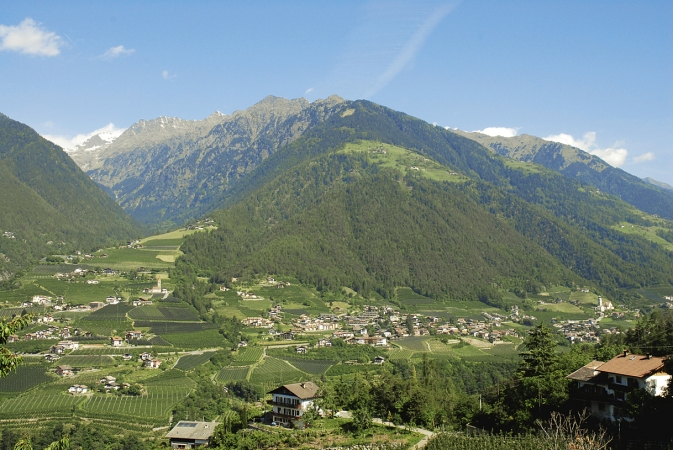
In der Bildmitte und rechts Riffian, links daneben Kuens

Riffian befindet sich im Burggrafenamt in Passeier. Das Gemeindegebiet umfasst Siedlungsflächen in Vorderpasseier sowie weitläufige Berggebiete in der Texelgruppe, die zu den Ötztaler Alpen gerechnet wird. Das Dorfzentrum liegt auf dem orographisch rechten, westlichen Talhang im unteren Passeiertal auf rund 500 m Höhe in unmittelbarer Nähe zur Nachbargemeinde Kuens. Die Passer bildet im Talgrund weitestgehend die östliche Gemeindegrenze, nur an der Einmündung des Masulbachs überschreitet das Gemeindegebiet kurz die Flussseite. Die steilen Hänge nördlich über dem Riffianer Dorfzentrum bieten der Fraktion Vernuer Platz, deren Höfe sich bis auf 1400 m Höhe hinaufziehen. Hier beginnt die in weiten Teilen im Naturpark Texelgruppe unter Schutz gestellte Gebirgsgegend, in denen das Gemeindegebiet zwei Bergkämme überschreitet und auf zwei Seitentäler übergreift. Nordwestlich hinter dem Bergkamm über Vernuer liegt das Kalmtal, dessen oberer Bereich bis hinab zum Weiler Magdfeld (1150 m) zu Riffian gehört (der untere Bereich bis zur Einmündung ins Passeirer Haupttal gehört hingegen zu St. Martin). Weiter nördlich – getrennt vom inneren Kalmtal durch den Gebirgskamm zwischen den höchsten Riffianer Gipfeln, der Kolbenspitze (2868 m) und der Rötenspitze (2878 m) – umfasst das Gemeindegebiet schließlich noch an der Grenze zu Moos den Großteil des unbewohnten Faltmartals (eines Seitentals von Pfelders in Hinterpasseier).

## Geschichte
Auf dem Tschenner Burgstall stand eine prähistorische Wallburgsiedlung.
Riffian wird im Jahr 1116 als Ruffian in einer Aufzeichnung des hier begüterten Klosters Benediktbeuern erwähnt, was wahrscheinlich auf Rufanum (‚Landgut der Rufus-Familie‘) zurückgeht.
Im Mittelalter erlangte Riffian Bedeutung als Marien-Wallfahrtsort. Die Gemeinde gehörte bis zum Ende des Ersten Weltkriegs zum Gerichtsbezirk Meran und war Teil des Bezirks Meran. Heute spielt der Tourismus eine wichtige Rolle; 34,52 % der vor Ort Beschäftigten (Stand: 2001) arbeiten im Beherbergungs- und Gaststättenwesen. Die touristische Attraktivität Riffians ist insbesondere auf das milde Klima und die Nähe zur Kurstadt Meran zurückzuführen.

## Politik

### Rathaus
Das Riffianer Rathaus dient nicht nur der Politik und Verwaltung der eigenen Gemeinde, sondern wird auch von der Nachbargemeinde Kuens mitbenutzt.

### Bürgermeister
Bürgermeister seit 1952:
- Franz Laimer: 1952–1954
- Johann Pircher: 1954–1974
- Alois Pircher: 1974–1995
- Albin Kofler: 1995–2005
- Karl Werner: 2005–2015
- Franz Pixner: 2015–2025
- Alexander Turato: seit 2025

### Partnerschaften
Partnergemeinde von Riffian ist Inning am Holz bei Erding.

## Bevölkerung
Riffian ist gemäß den erhobenen Sprachgruppenzugehörigkeitserklärungen bzw. Sprachgruppenzuordnungserklärungen eine weitgehend deutschsprachige Gemeinde. Als Berechnungsgrundlage der folgenden Prozentwerte wurden die gültigen Erklärungen von Personen mit italienischer Staatsbürgerschaft herangezogen.
| Sprache     | 1981    | 1991    | 2001    | 2011    | 2024    |
| ----------- | ------- | ------- | ------- | ------- | ------- |
| Deutsch     | 98,50 % | 97,12 % | 98,92 % | 97,76 % | 96,28 % |
| Italienisch | 1,50 %  | 2,78 %  | 1,08 %  | 1,85 %  | 3,03 %  |
| Ladinisch   | 0,00 %  | 0,10 %  | 0,00 %  | 0,39 %  | 0,70 %  |

## Bildung
In der Gemeinde gibt es einen Kindergarten und eine Grundschule für die deutsche Sprachgruppe.

## Sehenswürdigkeiten

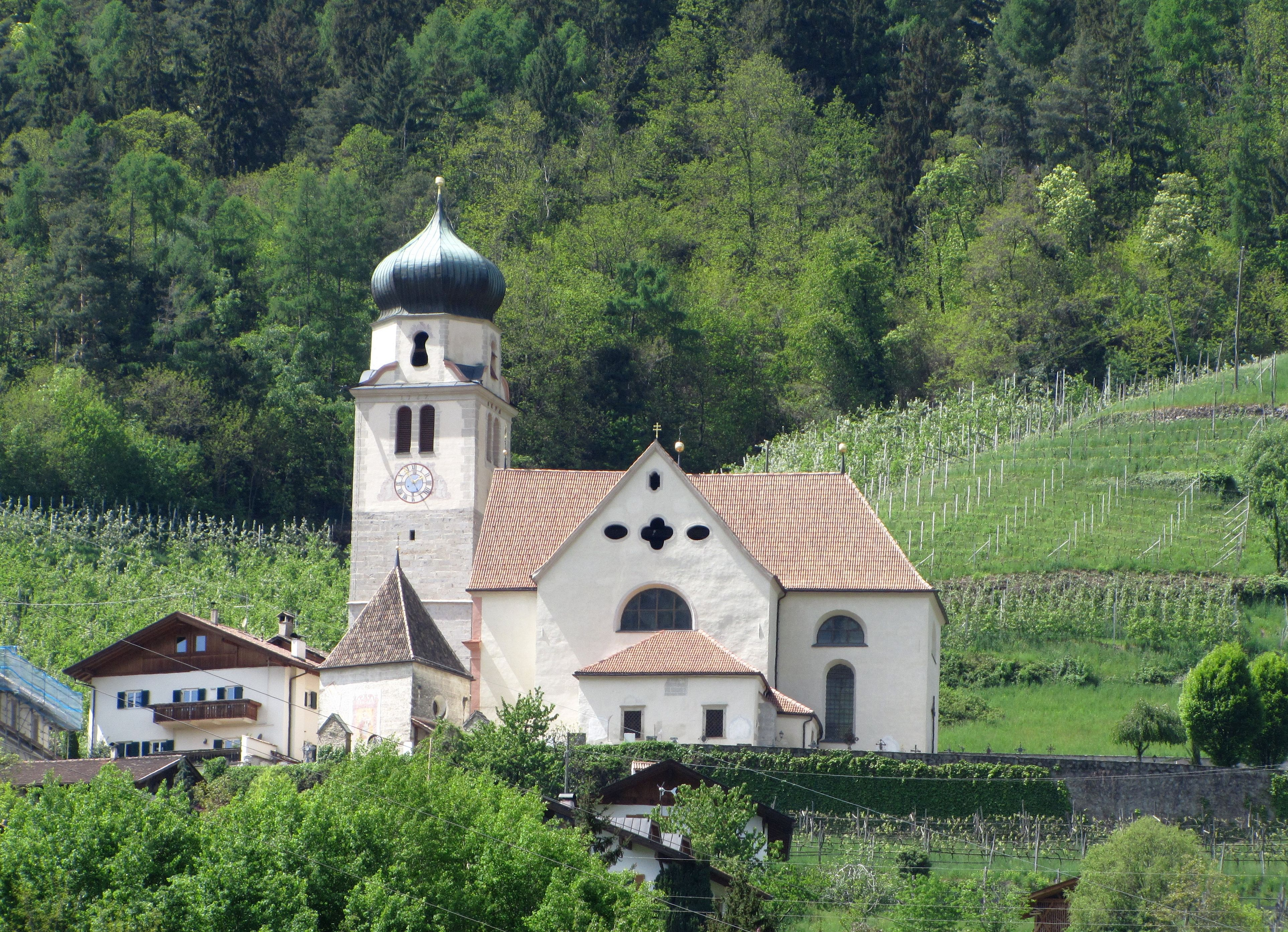
Wallfahrtskirche in Riffian

### Wallfahrtskirche „Zu den sieben Schmerzen Mariens“
Dem Barockbau von Franz Delai (1671) ist ein gotischer Vorläufer (1310 erwähnt) vorausgegangen, über den Einzelheiten nicht bekannt sind. Die Kirche birgt das Gnadenbild einer gotischen Pietà, eine farbige Tonskulptur.

### Kapelle Unsere Liebe Frau am Friedhof
Die Friedhofskapelle ist mit spätgotischen Fresken des Meisters Wenzlaus von Riffian (tschechisch Mistr Václav), dessen Signatur sich an einem Löwen mit Schriftband mit der Jahresangabe 1415 befindet.

### Archäologische Funde
Der Burgstall ist eine Siedlung aus der späten Eisenzeit (ca. 400 v. Chr.), die im 1. Jahrhundert v. Chr. einem Brand zum Opfer fiel. Ausgegraben ist das zentrale Herrenhaus. Geführte Wanderungen dorthin werden u. a. vom Südtiroler Archäologiemuseum in Bozen organisiert.
Der vor mehr als 4000 Jahren bearbeitete Lochstein von Riffian steht im Ort.

## Töchter und Söhne der Gemeinde
- Hans Prünster (1907–2005), Künstler
- Alex Gufler (* 2002), Rennrodler